# Dujotekana
Dujotekana ist eine litauische Energiegesellschaft, die als Importeur und Großhändler von Erdgas und Gasprodukten tätig ist. Einziger Lieferant ist die russische Gazprom. 2006 wurden 532 Mio. m³ Erdgas importiert. Zum Geschäftsfeld gehört weiterhin Erzeugung und Vertrieb von elektrischem Strom und Heizwärme. Dujotekana verwaltet gemeinsam mit Gazprom und Clement Power Venture das Kraftwerk Kauno termofikacinė elektrinė in Kaunas.
Dujotekana erzielte 2005 einen Umsatz von 170 Mio. Litas und einen Gewinn von 19 Mio. Litas.
Der Sitz des Unternehmens befindet sich in der litauischen Hauptstadt Vilnius, im Stadtteil Viršuliškės, im Pressepalast Vilnius.